# バルチック・チェーン・ツアー

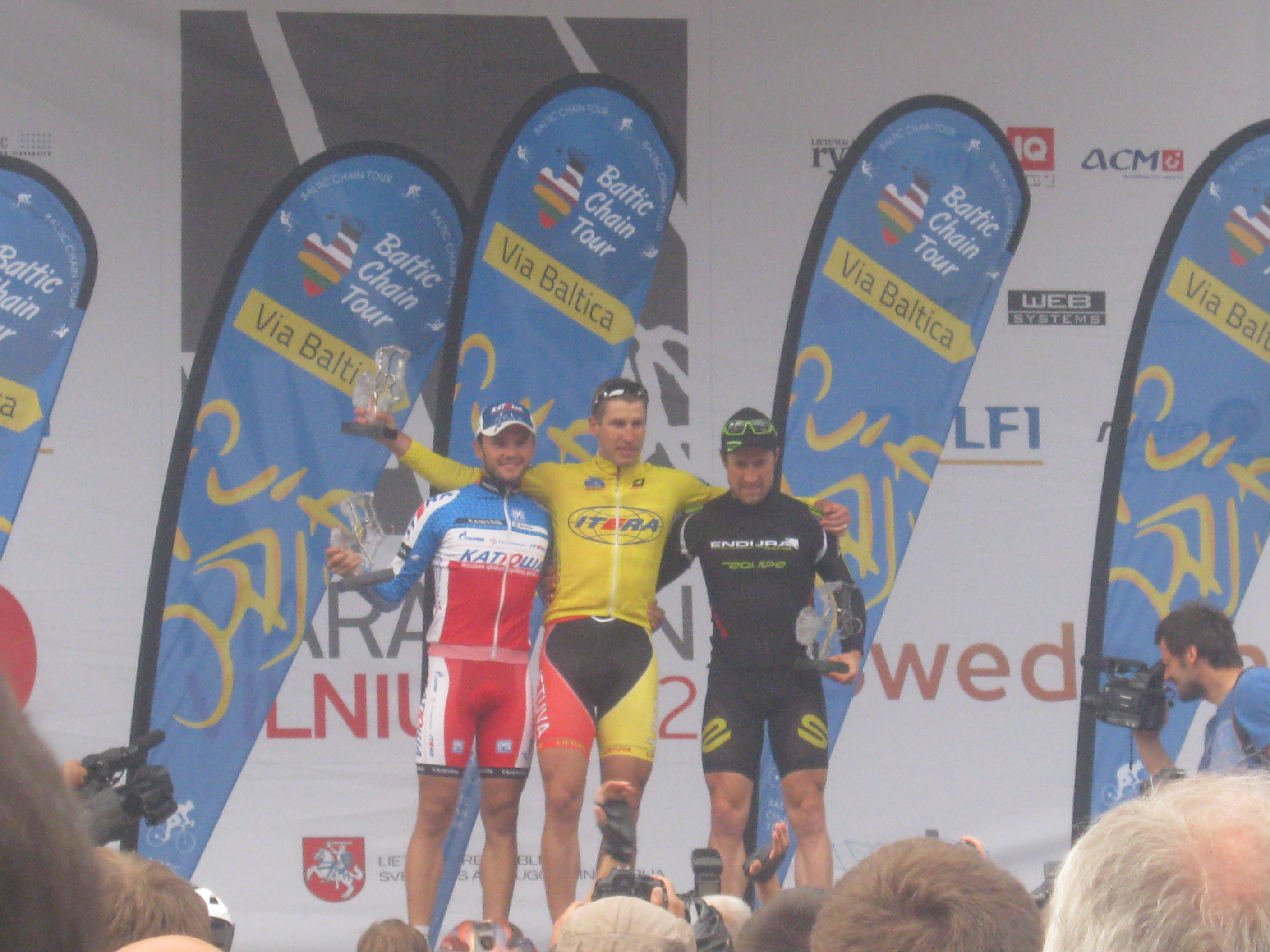
2012年の総合上位3選手

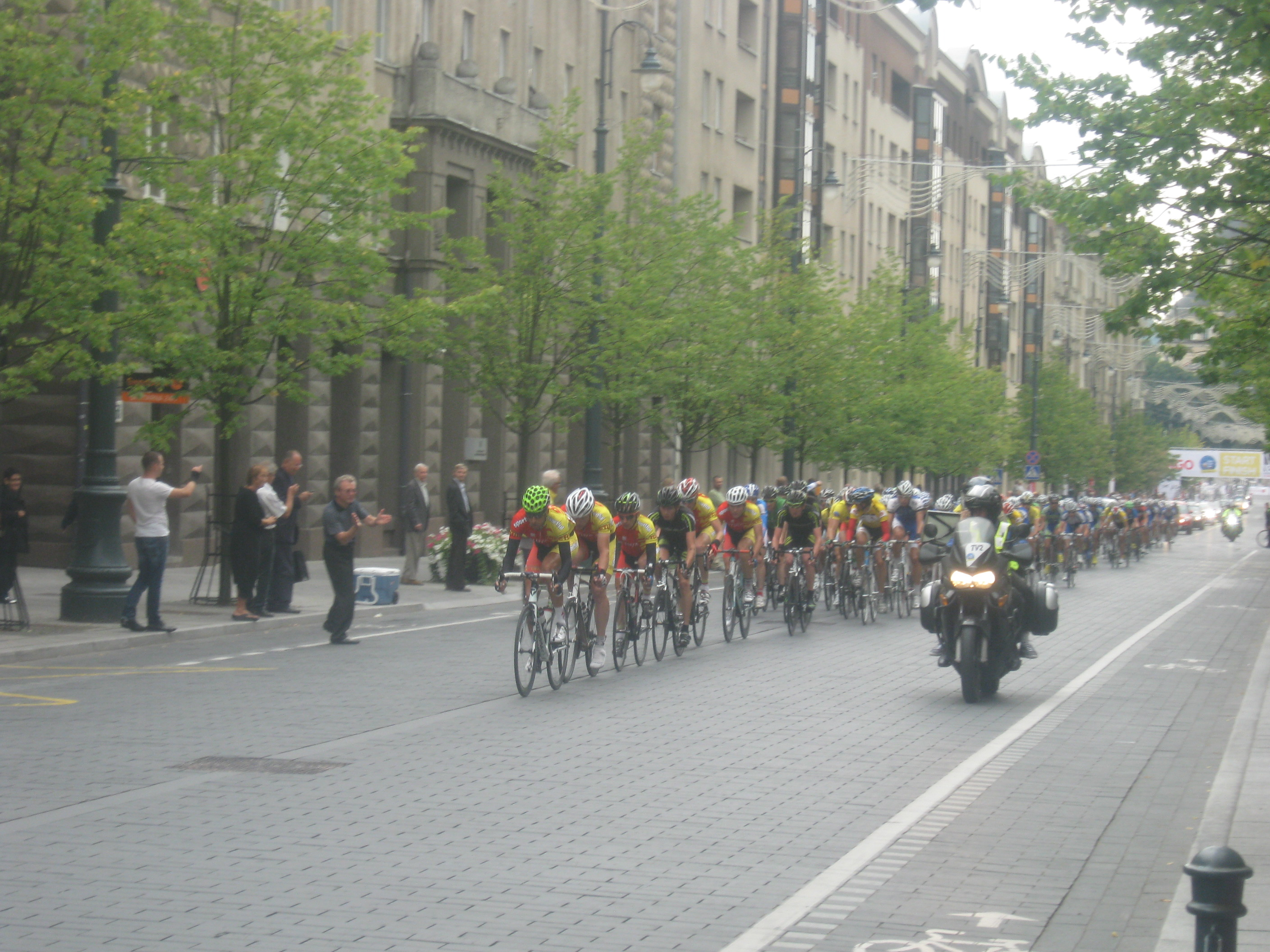
2012年のレースでリトアニアの首都ヴィリニュスを走る選手たち

バルチック・チェーン・ツアー（英語: Baltic Chain Tour）は、UCIヨーロッパツアー（カテゴリー2.2）のステージロードレースである。バルト三国（エストニア、ラトビア、リトアニア）で独立運動の一環として行われたデモ活動であるバルトの道を記念して設立されたものである。バルト三国を中心としたレースであるが、2013年のレースはフィンランドのラハティがスタート地点となった。
バルチック・チェーン・ツアーは長い歴史を持つレースであり、初回開催は1955年で1987年まで続けられた。2010年11月4日、ラトビアの首都リガにおいて、バルト三国の自転車連盟会長が、この伝統あるレースを復活させる契約に署名し、2011年からレースが再開されている。
資金難のため、2019年は未開催となった。

## 歴史
この地域でのサイクリングレースの歴史は古く、1889年にはリガからエストニアの首都タリンまでの国際レースが開催されている。第1回のバルチック・チェーン・ツアーは1955年に開催され、最初の4年間はラトビアとリトアニアでのレースであったが、1959年からエストニアもコースに加えたレースとなった。この頃は5月に開催されており、その後に行われる「東のツール・ド・フランス」とも呼ばれていたピース・レースの準備レースとして、多くの選手が参加していた。2011年再開後のレースは8月に開催されているが、これは「バルトの道運動」を記念したためである。現時点での最多勝者は、エストニアのAntas Vjaravasで、1959年、1962年および1964年に優勝している。

## 2011年再開後の総合優勝
| 年   | 優勝者                   | 国               | チーム                              |
| ---- | ------------------------ | ---------------- | ----------------------------------- |
| 2011 | Erki Pütsep              | エストニア       | Alpha Baltic–Maratoni.lv            |
| 2012 | ゲディミナス・バグドナス | リトアニア       | リトアニア・ナショナルチーム        |
| 2013 | Philipp Walsleben        | ドイツ           | BKCP–Corendon                       |
| 2014 | Mathieu van der Poel     | オランダ         | BKCP–Corendon                       |
| 2015 | Andriy Kulyk             | ウクライナ       | Kolss BDC Team                      |
| 2016 | マリス・ボグダノヴィッチ | ラトビア         | Rietumu–Delfin                      |
| 2017 | ハーマン・ダール         | ノルウェー       | Team Sparebanken Sør                |
| 2018 | エミルス・リエピンシュ   | ラトビア         | ONE Pro Cycling                     |
| 2019 | 未開催                   | 未開催           | 未開催                              |
| 2020 | ゲルト・ヨーア           | エストニア       | CFC Spordiklubi                     |
| 2021 | ローレンス・ピティ       | ニュージーランド | グルパマ・FDJ・コンチネンタルチーム |
| 2022 | ライト・アーム           | エストニア       | グルパマ・FDJ・コンチネンタルチーム |